# Melanagromyza yodai
Melanagromyza yodai är en tvåvingeart som beskrevs av Mitsuhiro Sasakawa 1962. Melanagromyza yodai ingår i släktet Melanagromyza och familjen minerarflugor.
Artens utbredningsområde är Thailand. Inga underarter finns listade i Catalogue of Life.